# The Pilgrim's Progress (ópera)
The Pilgrim's Progress (en español, El progreso del peregrino) es una ópera en cuatro actos, con un prólogo y un epílogo, con música de Ralph Vaughan Williams y libreto del propio compositor, basado en la alegoría de John Bunyan El progreso del peregrino, con interpolaciones de la Biblia y también texto de la que sería su futura esposa, Ursula Wood. Sus cambios en la historia incluyeron alterar el nombre del personaje principal de "Christian" (Cristiano) a "Pilgrim" (Peregrino) como para universalizar el mensaje espiritual. Se estrenó en Covent Garden el 26 de abril de 1951.

## Historia
El propio compositor describió la obra como una "Moralidad" (Morality), más que una ópera. A pesar de todo, pretendía que la obra se representara sobre un escenario, más que en una iglesia o catedral.  
La gestación musical de esta ópera se retrasó y se vio reflejado en una serie de proyectos musicales de la vida de Vaughan Williams. Por ejemplo, en su anterior ópera en un acto, The Shepherds of the Delectable Mountains de 1921 fue incorporado al Acto 4, escena 2 de la ópera posterior. Su Sinfonía n.º 5 también utilizó temas originalmente concebidos para su proyecto John Bunyan. Escribió un motete en 1940 sobre el discurso de Mr. Valiant-for-Truth para coromixto. La BBC encargó a Vaughan Williams música incidental para una dramatización radiofónica en 1942 de El progreso del peregrino. Herbert Murrill ha caracterizado la ópera como que "resume en tres horas virtualmente toda la producción creativa de un gran compositor". La ópera contiene 41 papeles cantados individuales.
La primera representación tuvo lugar en Covent Garden el 26 de abril de 1951. El director fue Leonard Hancock, a quien Vaughan Williams había elegido personalmente para dirigir el estreno.
Las representaciones en Covent Garden no tuvieron éxito, y la compañía quitó la ópera de su repertorio en 1952. Sin embargo, una producción estudiantil en la Universidad de Cambridge en 1954 obtuvo una gran aprobación por el compositor, especialmente por la interpretación de John Noble como Pilgrim. John Noble más tarde grabaría el papel dirigido por Adrian Boult en 1970-71. Actualmente, es una ópera que se representa poco.

## Personajes
| Personaje                                                                      | Tesitura  | Reparto del estreno, 26 de abril de 1951 (Director: Leonard Hancock) |
| ------------------------------------------------------------------------------ | --------- | -------------------------------------------------------------------- |
| Pilgrim (Peregrino)                                                            | barítono  | Arnold Matters                                                       |
| John Bunyan                                                                    | tenor     | Inia Te Wiata                                                        |
| The Interpreter; a celestial messenger (El intérprete; un mensajero celestial) | tenor     | Edgar Evans                                                          |
| Watchful, the porter (Atento, el portero)                                      |           | Bryan Drake                                                          |
| Evangelist (Evangelista)                                                       | bajo      | Norman Walker                                                        |
| A Woodcutter's Boy (El Chico del Leñador)                                      |           | Iris Kells                                                           |
| Mister By-Ends (Señor Al final)                                                |           | Parry Jones                                                          |
| Madam By-Ends (Señor Al final)                                                 | contralto | Jean Watson                                                          |
| A Heavenly Being (Una criatura celestial)                                      |           | Monica Sinclair                                                      |
| Apollyon                                                                       | bajo      | Jess Walters                                                         |

## Sinopsis

### Prólogo
Bunyan en prisión
La ópera se abre con los acordes de la melodía del salmo "York". John Bunyan está en la cárcel de Bedford, terminando su libro El progreso del peregrino. Se levanta, mira al público y empieza a leer el principio del libro. Mientras lo hace, aparece una visión del Peregrino, llevando su carga. Cae un telón para ocultar a Bunyan, y el Peregrino está solo en el escenario, leyendo y en un estado de lamentación.

### Acto 1
Escena 1. El Peregrino se encuentra con el Evangelista
El Evangelista dirige al Peregrino hacia la puerta de la verja. Cuatro vecinos, Dócil, Obstinado, Desconfiado y Timorato, aparecen para advertir al Peregrino que desista de su viaje. Pero éste no les hace caso y continúa.
Escena 2. La Casa Hermosa
Fuera de la Casa Hermosa, el Peregrino «tropieza con la Cruz» y se arrodilla ante ella. Desde fuera del escenario, se oyen las voces de Tres Luminosos. Entonces saludan al Peregrino y le liberan de su carga. Después de que el Peregrino llame a la puerta de la Casa Hermosa, el Intérprete le da la bienvenida, mientras un coro le saluda. El Intérprete marca la frente del Peregrino en señal de bendición y, tras recibir una túnica blanca, el Peregrino entra en la casa.
Nocturno (Intermezzo)
Atento, el portero de la casa, reza por la seguridad de los habitantes de la casa y para que disfruten de las bendiciones del sueño.

### Acto 2
Escena 1. El armamento del Peregrino
El Heraldo pregunta quién irá por el camino del Rey. El Peregrino se ofrece voluntario y un escriba anota su nombre en un libro. El Peregrino recibe entonces una "armadura de protección" y comienza su viaje.
Escena 2. El Peregrino encuentra a Apollyon
En el Valle de la Humillación, un coro de Criaturas Lamentables, aullando, rodea al Peregrino cuando entra. Apollyon entra y desafía al Peregrino en combate singular, pero el Peregrino prevalece. La lucha ha agotado al Peregrino pero dos Seres Celestiales, Portador de la Rama y Portador de la Copa, restauran al Peregrino con hojas del árbol de la vida y agua del agua de la vida. El Evangelista regresa entonces y le da al Peregrino el Báculo de la Salvación, el Rollo de la Palabra y la Llave de la Promesa. También advierte al Peregrino que tenga cuidado en la ciudad de la vanidad.

### Acto 3
Escena 1. Feria de la vanidad
En la feria de la ciudad de la vanidad, «todos los placeres del hombre» están a la venta. El Peregrino entra, y aparta sus ojos de la Feria de la Vanidad mientras la multitud le rodea y ofrece sus mercancías, desde Lord Lechery hasta Madam Bubble y Madam Wanton. La multitud pregunta qué comprará el Peregrino, y él responde: «¡Compro la verdad!». La multitud se burla del Peregrino, que los denuncia como seguidores de Belcebú. Aparece entonces Lord Odio-Bueno, ante quien la multitud lleva a juicio al Peregrino. Los testigos, entre ellos Superstición, Envidia, Pickthank y Malicia, así como Madam Burbuja y Madam Wanton denuncian al Peregrino. Lord Odio-Bueno pide el veredicto de la multitud, que exige la muerte. Lord Odio-Bueno ordena que el Peregrino sea encarcelado.
Escena 2. El Peregrino en prisión
El Peregrino se lamenta de que Dios le ha abandonado. En su desesperación, se agarra el pecho y siente la Llave de la Promesa; después de meterla en la cerradura, es liberado instantáneamente de la prisión y sus ataduras desaparecen. Reanuda su viaje.

### Acto 4
Escena 1. El Peregrino se encuentra con el Señor Al final
El Chico del Leñador está cortando leña en la linde de un bosque cuando entra el Peregrino, preguntando cuánto falta para llegar a la Ciudad Celestial. El Chico responde «no muy lejos», y señala que se pueden ver las montañas deliciosas en un día claro. El Chico se fija entonces en el Señor y la Señora Al final, que se acercan. El Señor Al final anuncia que se ha convertido en un "caballero de calidad". Se ofrece a acompañar al Peregrino en su viaje, pero el Peregrino responde que los que quieran viajar con él deben estar dispuestos a resistir "contra viento y marea". El Señor y la Señora Al final se niegan, prefiriendo las comodidades y sus "viejos principios" a la pobreza. Se marchan y el Peregrino reanuda su viaje.
Entr'acte
Escena 2. Los Pastores de las montañas deliciosas
En las montañas deliciosas, tres Pastores están en oración vespertina. El Peregrino se acerca a ellos y les pregunta si está en el camino hacia la Ciudad Celestial. Ellos responden que sí y, tras preguntarle por qué desea viajar hasta allí, invitan al Peregrino a descansar con ellos momentáneamente. La voz de un pájaro canta alabanzas a Dios. Un Mensajero celestial aparece y le dice al Peregrino que "el Maestro" lo convoca ese día. El Mensajero atraviesa ceremonialmente el corazón del Peregrino con una flecha "con la punta afilada con amor". Los Pastores ungen al Peregrino. El Mensajero dirige al Peregrino por el camino hacia la Ciudad Celestial, para lo cual primero debe cruzar el río de la muerte. Los Pastores rezan por el Peregrino.
Escena 3. El Peregrino llega al final de su viaje
En la oscuridad una trompeta suena en la distancia. La escena se ilumina y voces del Cielo dan la bienvenida al Peregrino a la Ciudad Celestial, al final de su viaje.
Epílogo
De vuelta en Bedford Gaol, de nuevo con los acordes de la melodía del salmo "York", Bunyan se dirige al público, extendiendo su libro como ofrenda.